# H. Jackson Brown, Jr.
H. Jackson Brown, Jr. (Tennessee, 14 marzo 1940 – 30 novembre 2021) è stato uno scrittore statunitense.
H. Jackson Brown, Jr. è noto per il suo libro ispirazionale Vita: istruzioni per l'uso (in inglese Life's Little Instruction Book), che ha detenuto per mesi negli Stati Uniti il primo posto nelle classifiche dei libri più venduti e che è stato tradotto in 35 lingue. 
Vita: istruzioni per l'uso raccoglie 511 suggerimenti da tenere a mente per condurre un'esistenza serena e ottimista, stabilendo un pacifico rapporto con il prossimo e traendo giovamento da tutti quei piaceri che ci offre il quotidiano ma di cui talvolta non ci accorgiamo; il libro è stato concepito da Jackson Brown Jr. per il figlio Adam ed ha venduto milioni di copie in tutto il mondo. 
Prima di diventare famoso come scrittore, Brown, che studiò all'Università Emory, era un direttore creativo di un'agenzia pubblicitaria di Nashville, Tennessee. 